# Kościół św. Pawła Apostoła w Zabrzu
Kościół świętego Pawła Apostoła w Zabrzu – jeden z zabytkowych kościołów w Zabrzu, w województwie śląskim. Mieści się w dzielnicy Pawłów, przy ulicy Sikorskiego. Należy do dekanatu Kochłowice.

## Historia
Prace budowlane przy budowie kościoła rozpoczęły się w 1929 roku. Dzięki staraniom księdza biskupa Arkadiusza Lisieckiego projekt architektoniczny został wykonany przez Zygmunta Gawlika z Krakowa. Ówczesny proboszcz Edward Mende uważał, że projekt i sama świątynia w budowie są za drogie na potrzeby parafii. Ksiądz biskup Lisiecki projekt budowy zaakceptował, co wymusiło zgodę proboszcza Mende na rozpoczęcie prac budowlanych. W niedzielę 5 maja 1929 roku po południu wyruszyła na plac przeznaczony pod budowę nowej świątyni procesja. Kazanie wygłosił i pierwszego wykopu ziemi dokonał ówczesny kanclerz kurii biskupiej. Kierownikiem budowy został pan Wojaczek z Bielszowic. Kamień węgielny został położony w dniu 22 września 1929 roku. W dniu 10 września 1932 roku zostały poświęcone dzwony. Prace budowlane z przerwami trwały do września 1933 roku. Świątynia została poświęcona w dniu 10 września 1933 roku przez księdza infułata Wilhelma Kasperlika.